# جيرار لا فورست
جيرار لا فورست هو قاضي ومحامي كندي، ولد في 1 أبريل 1926 في غراند فولز، نيو برونزويك ‏ في كندا.